# Primitiva Pluto
Primitiva Pluto (engelska: Primitive Pluto) är en amerikansk animerad kortfilm med Pluto från 1950.

## Handling
Plutos jaktinstinkt i skepnad av en varg vid namn Primo kommer till liv och bestämmer sig för att ta med honom på en jakttur i vildmarken för att jaga som en primitiv jakthund. En jakttur som slutar illa för Pluto.

## Om filmen
Filmen hade premiär på svenska biografer 1951 med två olika titlar. Den ursprungliga premiären ägde rum den 10 september på biografen Spegeln i Stockholm den 10 september med titeln Primitive Pluto, och den 1 oktober visades den på biografen London, även den ligger i Stockholm, med titeln Primitiva Pluto.
Filmen har även givits ut på svensk VHS, denna gång med titeln Pluto på jakt.

## Rollista
- Pinto Colvig – Pluto
- Paul Frees – Primo[8]